# Rexbridge
Rexbridge är ett kortspel som skapats i ett försök till vidareutveckling och förbättring av kontraktsbridgen. Spelet introducerades 1959 av den svenske bridgeexperten Eric Jannersten, som ansåg att det hade förutsättningar att kunna bli anammat av bridgespelare över hela världen och därmed komma att ersätta kontraktsbridgen, något som aldrig skedde.
Det som skiljer rexbridge från kontraktsbridge är dels poängräkningen, dels att budet rex tillkommit, i vilket kungen blir högsta kort och esset lägsta.